# Best Kept Secret
Best Kept Secret este un album demonstrativ înregistrat de către cântăreața de origine engleză Leona Lewis înainte de câștigarea concursului X Factor. În octombrie, 2008 casa de înregistrări UEG Music Records a lansat materialul discografic în Regatul Unit fără a avea drepturi de autor necesare. La scurt timp, produsul a fost retras de pe rafturile magazinelor de specialitate.
La data de 27 ianuarie, 2009 albumul Best Kept Secret a început să fie comercializat oficial în S.U.A., fără a beneficia de promovare. 

## Ordinea pieselor pe disc
1. Love U - 4:09
2. Deep down - 4:16
3. Ready to get down - 3:44
4. Private party - 4:12
5. Joy - 4:49
6. Bad boy - 4:06
7. I can't say hello - 4:16
8. I'm so into you - 4:36
9. I wanna be that girl - 4:17
10. Silly girl - 3:36
11. Private party (Cover Boys remix) - 8:09
12. Private party (Juan Mendez remix) - 8:57
13. Dip down (Troy Taylor remix) - 3:41